# Водій автобуса (фільм)
«Водій автобуса» (рос. «Водитель автобуса») — білоруський радянський художній фільм 1983 року режисера Бориса Шадурського за мотивами повісті Валентина Черних.

## Сюжет
Водій міжміського автобуса дорогою віддається спогадам про своє дитинство, яке проходило під час війни. Один з пасажирів, будучи робочим на Півночі, везе в багажному відділенні валізу із заробленими чималими грошима. За автобусом стежать бандити на білій «Волзі», а один бандитів є пасажиром цього ж автобуса...

## У ролях
- Віктор Тарасов
- Сергій Іванов
- Дмитро Харатьян
- Тамара Дегтярьова
- Юрій Вуттен
- Віктор Іллічов
- Надія Бутирцева
- Геннадій Шкуратов
- Павло Дубашинський
- Альгімантас Масюліс
- Анатолій Рудаков
- Марина Проніна
- Світлана Кузьміна
- Валентина Титова
- Валентина Ананьїна
- Олександр Аржиловський
- Марина Яковлєва
- Наталія Стриженова
- Марина Хазова
- Ірина Нарбекова
- Павло Кормунін
- Євген Шутов
- Ніна Піскарьова

## Творча група
- Сценарій: Валентин Черних, Людмила Кожинова
- Режисер: Борис Шадурський
- Оператор: Анатолій Клейменов
- Композитор: Веніамін Баснер